# Razgrad

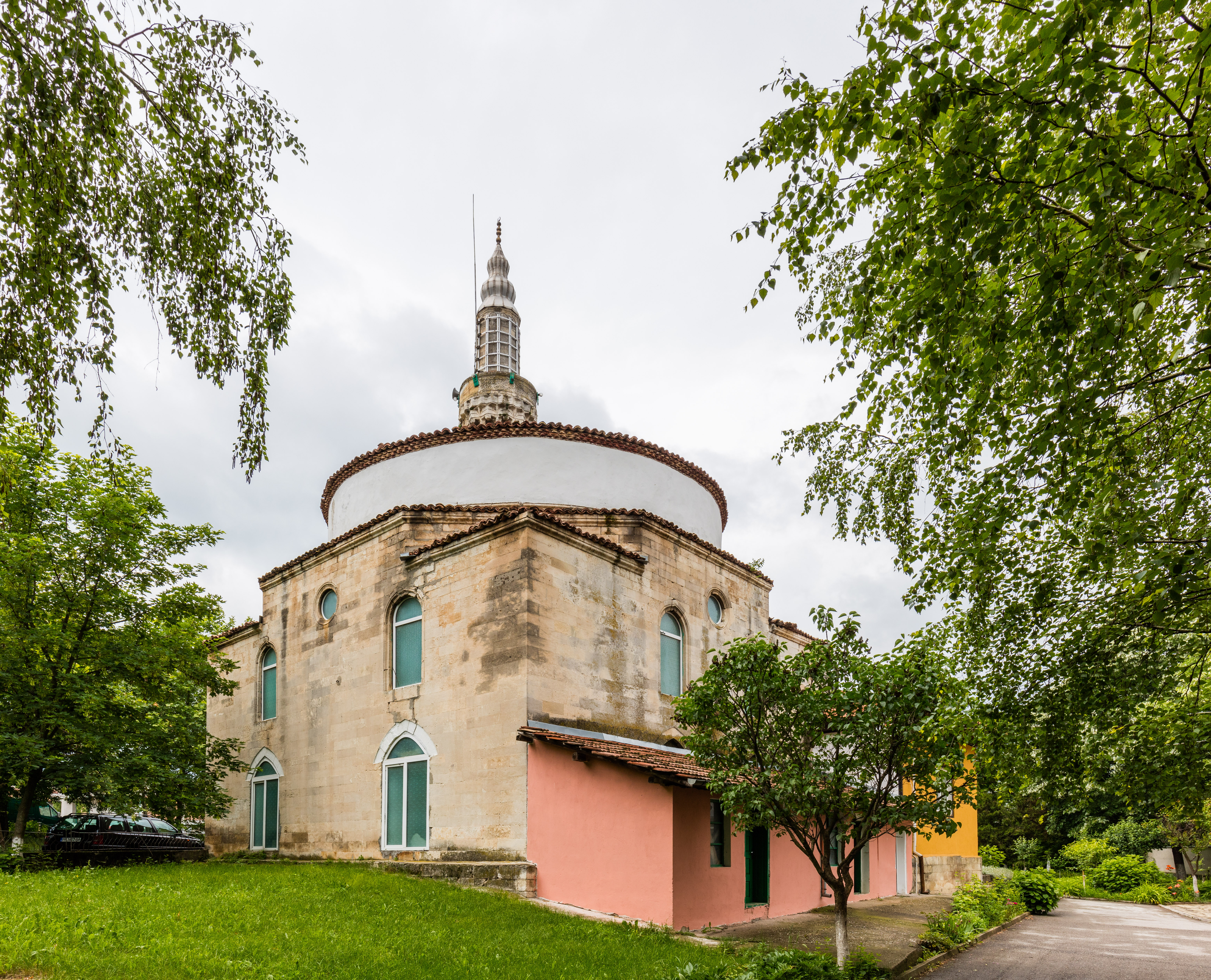
Mezquita Ahmet Bey en Razgrad.

Razgrad (en búlgaro: Разград) es una ciudad en el noreste de Bulgaria, centro administrativo e industrial de la provincia homónima de Razgrad. En febrero de 2011, tenía una población de 33 238 habitantes.

## Historia
Razgrad fue construida sobre las ruinas de la antigua ciudad romana de Abritus, a orillas del río Beli Lom. La provincia de Razgrad tiene una de las poblaciones más densas de turcos en Bulgaria, con el 27 % de los ciudadanos del municipio (que también incluye 22 pueblos) que declaraban ser turcos en 1998. La mayoría, el 69 %, son búlgaros, y el 4 % restante está compuesto en su mayor parte de la población romaní.
Entre los lugares más importantes de Razgrad figuran el complejo arquitectónico de Varosha del siglo XIX, el museo etnográfico y varios otros museos, la torre del reloj característico en el centro construido en 1864, la iglesia de San Nicolás de 1860, el Mausoleo Osario de los Libertadores (1879-1880) y la mezquita de Ibrahim Pasha de 1530. Se dice que es la tercera más grande de los Balcanes (con exclusión de Estambul) y su reconstrucción aún no se ha completado, habiendo comenzado en tiempos socialistas.
En el año 251, la ciudad fue escenario de la batalla de Abritus, durante la cual los godos derrotaron a un ejército romano bajo los emperadores Traiano Decio y su hijo Herenio Etrusco. Es notable por ser la primera en la que un emperador romano murió en batalla contra un ejército extranjero.

## Geografía
Razgrad está situado en el valle del río Beli Lom, en la región histórica y geográfica de Ludogorie. Se encuentra a 65 km al sureste de Ruse, 43 km al norte de Targovishte, 49 km al noroeste de Varna y 129 km al noroeste de Varna. La carretera Internacional Europea E70 conecta con las ciudades portuarias cercanas de Rousse y Varna. Cerca de 7 km de la ciudad de Razgrad se encuentra la línea ferroviaria Rousse-Varna.
Algunas zonas en la ciudad son: Abritus, Vasil Levski, Ludogorie Beli Lom Liberación Revival, cal, Stefan Karadza, Águila Zhitnitsa, zona industrial del oeste.
Razgrad se encuentra en la parte occidental de Ludogorie, que forma parte de la llanura del Danubio. La meseta está formada por piedra caliza y marga, así com loess. Los suelos son Chernozems, Luvisoles y fayozemi (humus con baja acidez). Minalato El área estaba cubierta por extensos bosques caducifolios de roble común, roble albar, el fresno, el roble.

## Deporte
- PFC Ludogorets Razgrad juega en el Ludogorets Arena, juega la A PFG y la Copa de Bulgaria. Actualmente compite en la Liga Europa de la UEFA 2022-23.

## Clima
Razgrad tienes un clima húmedo subtropical con inviernos fríos y veranos cálidos. La temperatura media anual es de 12.6 °C.
| Parámetros climáticos promedio de Razgrad      | Parámetros climáticos promedio de Razgrad | Parámetros climáticos promedio de Razgrad | Parámetros climáticos promedio de Razgrad | Parámetros climáticos promedio de Razgrad | Parámetros climáticos promedio de Razgrad | Parámetros climáticos promedio de Razgrad | Parámetros climáticos promedio de Razgrad | Parámetros climáticos promedio de Razgrad | Parámetros climáticos promedio de Razgrad | Parámetros climáticos promedio de Razgrad | Parámetros climáticos promedio de Razgrad | Parámetros climáticos promedio de Razgrad | Parámetros climáticos promedio de Razgrad |
| Mes                                            | Ene.                                      | Feb.                                      | Mar.                                      | Abr.                                      | May.                                      | Jun.                                      | Jul.                                      | Ago.                                      | Sep.                                      | Oct.                                      | Nov.                                      | Dic.                                      | Anual                                     |
| ---------------------------------------------- | ----------------------------------------- | ----------------------------------------- | ----------------------------------------- | ----------------------------------------- | ----------------------------------------- | ----------------------------------------- | ----------------------------------------- | ----------------------------------------- | ----------------------------------------- | ----------------------------------------- | ----------------------------------------- | ----------------------------------------- | ----------------------------------------- |
| Temp. máx. media (°C)                          | 4                                         | 6                                         | 12                                        | 17                                        | 23                                        | 26                                        | 29                                        | 29                                        | 24                                        | 18                                        | 12                                        | 5                                         | 17.1                                      |
| Temp. media (°C)                               | 1                                         | 2                                         | 7                                         | 12                                        | 18                                        | 21                                        | 24                                        | 24                                        | 19                                        | 13                                        | 8                                         | 2                                         | 12.6                                      |
| Temp. mín. media (°C)                          | -3                                        | -2                                        | 2                                         | 7                                         | 12                                        | 15                                        | 18                                        | 18                                        | 13                                        | 8                                         | 4                                         | -1                                        | 7.6                                       |
| Precipitación total (mm)                       | 42                                        | 37                                        | 35                                        | 50                                        | 58                                        | 67                                        | 42                                        | 31                                        | 35                                        | 50                                        | 63                                        | 49                                        | 559                                       |
| Fuente: World Meteorological Organisation (UN) |                                           |                                           |                                           |                                           |                                           |                                           |                                           |                                           |                                           |                                           |                                           |                                           |                                           |